# Abbaye Saint-Quentin (Beauvais)
L’abbaye Saint-Quentin de Beauvais est une ancienne abbaye de chanoines réguliers fondée au XIe siècle à Beauvais, dans le département de l' Oise et supprimée à la Révolution française. C'est aujourd'hui l'hôtel de préfecture de l'Oise.

## Histoire

### Une abbaye de chanoines réguliers
En 1067, l'évêque de Beauvais, Gui, fonda l'abbaye Saint-Quentin. Yves de Chartres devint le premier abbé du monastère de chanoines de la règle de saint Augustin. L'abbaye reçut des dons et privilèges des papes, des évêques, et des seigneurs des environs. 
Le 18 août 1346, durant la chevauchée d'Édouard III, les soudards anglais incendièrent l'abbaye. Le feu ravagea les bâtiments conventuels mais épargna l’église. 
Lors du siège de Beauvais en 1472, l'abbaye fut pillée et le clocher de l'église détruit.

### Adhésion à la Congrégation de France
À partir de 1532, les abbayes françaises passèrent sous le régime de la commende. Les abbés n’étaient plus élus par les chanoines, le roi avait obtenu du pape par le concordat de Bologne, le pouvoir de les nommer. Les abbés commendataires ne résidaient plus dans leur abbaye. Ce fut le déclin de l’abbaye Saint-Quentin.
En 1636, Les chanoines de Saint-Quentin de Beauvais participèrent au mouvement de réforme canoniale impulsé par Charles Faure et se placèrent sous l’autorité de l’abbaye Sainte-Geneviève de Paris d’où leur nom de chanoines génovéfains et adhérèrent à la Congrégation de France.
En 1681 l’abbaye s’endetta pour 50 ans pour faire de grands travaux de reconstruction à la suite d'un incendie.

### Disparition de l'abbaye
La loi du 19 février 1790 supprima le clergé régulier. L’abbaye Saint-Quentin fut déclarée Bien national et vendue le 9 janvier 1791 pour 104 100 francs à Jean Pierre Marie Sallé, entrepreneur qui y installa une manufacture de toiles peintes.
L'abbaye fut rachetée en 1824 par le département de l'Oise pour y installer les services de l'administration départementale. Elle est depuis lors, hôtel de préfecture.

## Description des bâtiments

### Porterie et bâtiment des communs

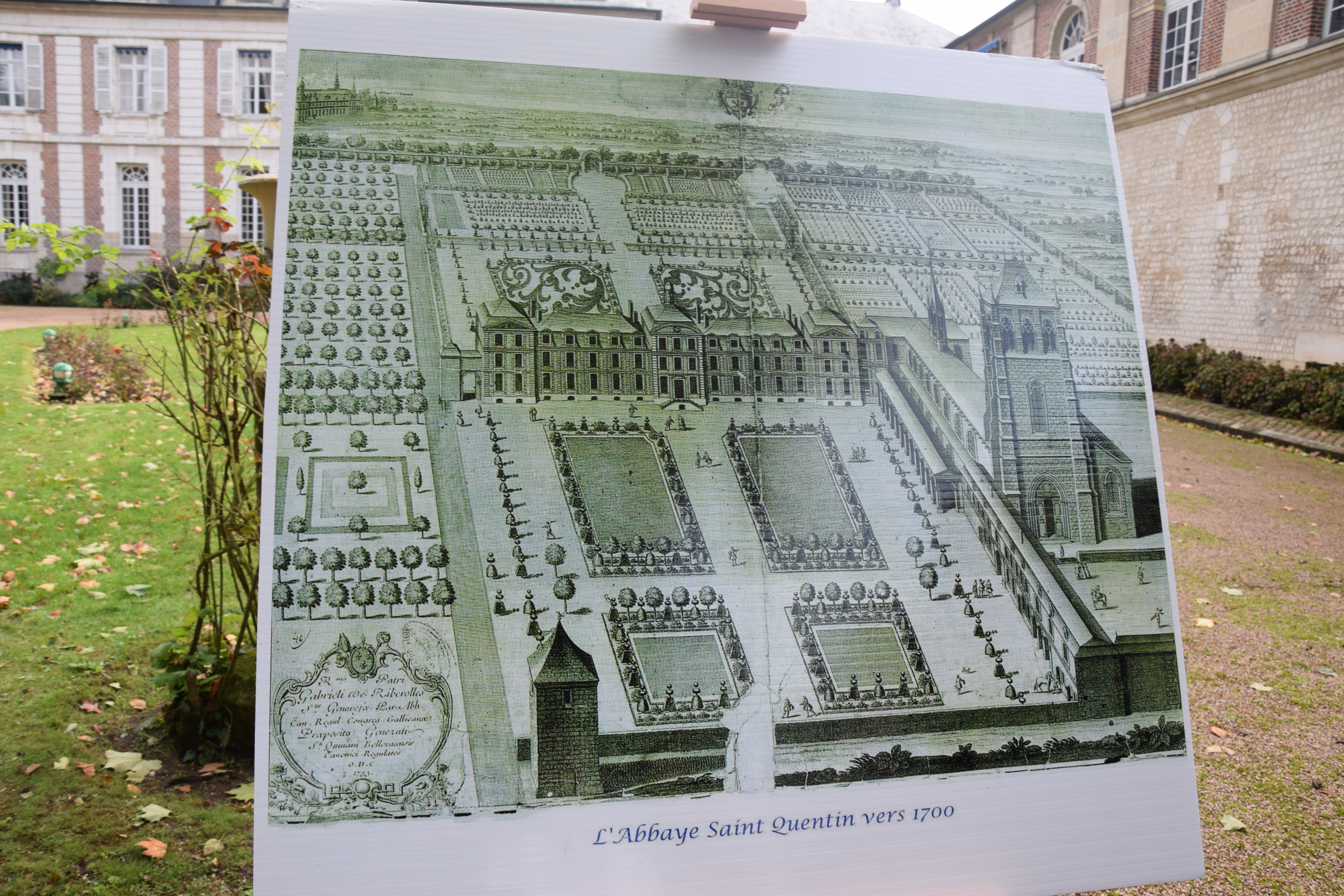
Représentation de l'abbaye vers 1700.

Avant la vente de l’abbaye à la manufacture, l’entrée se fait par le porche qui est sur le côté gauche de l’église en regardant depuis la rue. C'est un passage haut comme deux étages, qui se présente comme une arcade en plein cintre avec des fenêtres en demi-lune en hauteur. Ce passage s'intègre dans un bâtiment des communs, qui mesure vingt-six pieds de hauteur, et comporte le rez-de-chaussée, un étage et une mansarde. Il est construit partiellement en pierre de taille et partiellement en blocage, renforcé par des chaînages. Le rez-de-chaussée est partagé entre le logement du portier, à droite, et l’escalier, le magasin, la remise et les écuries, à gauche. L’étage est composé d’un grenier à blé et d’un appartement ainsi que de petits cabinets. À droite, le long du clocher, se trouve une cave voutée d'ogives de 8 m sur 4,5 m.

### Grand logis
Le grand logis a un grand sous-sol qui sert de bûcher et de resserre. Il élève le bâtiment de quatre pieds au-dessus du sol. La moitié de la cave est voutée d’arêtes, et plusieurs parties sont voûtées en berceau.
Le bâtiment a une façade de 71 mètres de largeur pour 11 mètres de hauteur sauf pour les pavillons qui en mesurent 15. La largeur entre les murs est de 11 mètres.
Le rez-de-chaussée du grand logis fait 4,3 m (13,5 pieds) de haut. Il est composé de salon, office, cuisine, réfectoire et deux escaliers en charpente et appuis en fer. Le premier étage de dix pieds de haut a un corridor sur toute la longueur et distribue les cellules des chambres de chaque côté. Au second étage les trois pavillons et deux mansardes servent au même usage.
Au premier étage il y a treize chambres à coucher cloisonnées de pans de bois et torchis. À l’extrémité est se trouvent un salon et une salle de billard. Au deuxième étage il y a aussi treize chambres cloisonnées de bois, mais il y a du carrelage de petits carreaux hexagones des fabriques de Beauvais.
Les chambres du couvent sont meublées avec simplicité. Il y a un lit avec deux épais matelas, l'un de laine et l’autre de crin ; un édredon ; deux couvertures ; un traversin ; un tour de lit ; des fauteuils en tapisserie ou en bois ; une commode ; deux chenets, une pelle et une pincettes pour le feu ; et des tapisseries.

### Bibliothèque
La bibliothèque mesure onze mètres de long sur quatre de haut, et est située au deuxième étage, au-dessus du grand escalier. À la Révolution, on s'interroge si la bibliothèque fait partie des murs ou des biens. Il faudra quatre experts pour trancher : la bibliothèque fait partie du mobilier et doit être décrochée et démontée. Il s’agit de dix-sept armoires sur dix rayons. L'on recense environ 450 volumes in-folio, 600 in-quarto, 3 000 in-octavo, in-12 et in-16. Il y a deux rayons entiers de brochures et bouquins, un atlas de 180 cartes soit environ 4 400 volumes au total.
On y trouvait de nombreux écrits et travaux religieux sur les saintes écritures, en grec, en latin et en français. On peut citer les écrits de Thomas d'Aquin, Jacques Joseph Duguet, Robert Arnauld d'Andilly, Robert Bellarmin, Godefroy Hermant ; l’Augustinus de Cornelius Jansen ; les essais de Pierre Nicole ; le traite de Pierre Abélard sur les épitres, l’Histoire du peuple de Dieu d'Isaac-Joseph Berruyer qui est condamnée par l’évêché ; des écrits contre le protestantisme ; trente-deux volumes sur la bulle et le formulaire janséniste. Ne sont pas négligés les romanciers, tels que Pierre Corneille ou Jean Racine, ou les philosophes, tels que René Descartes, Pierre Gassendi et Voltaire, et des ouvrages comme les Pensées de Blaise Pascal ou De l'esprit des lois de Montesquieu. Sont à signaler également des ouvrages sur le jardinage, un traité sur les sourds et muets, des livres sur la religion des Gaulois ou l'Histoire chinoise, un Dictionnaire d’économie et des sciences, etc..

### Église abbatiale
Aux deux tiers de la nef de l'église il y a un clocheton hexagonal avec des ouvertures géminées surmontées de petits gâbles. Sa flèche est surmontée d’une girouette. Le transept date du XIIe siècle. Il mesure quatorze mètres de long sur neuf et demi de large. Sa corniche de type beauvaisine retombe sur des têtes grimaçantes. Le chœur se termine par une abside flanquée de deux absidioles. L’abside centrale mesure plus de neuf mètres de large sur cinq de profondeur. L’absidiole fait trois mètres de profondeur. La lumière entre par des fenêtres en plein cintre sans remplage. Sur le mur nord, le promenoir (cloître) est composé d’une série de douze arcades.
Le clocher de l’église abrite quatre grosses cloches et deux petites, ainsi qu'une horloge publique. La tour du clocher date du XIVe siècle. Son premier étage est percé d’une grande fenêtre, tandis que son second étage est ajouré, sur chacune de ses faces, par trois petites fenêtres au mince remplage formant deux arcades géminées surmontées d’un large trèfle. Le toit du clocher à quatre pans est plus récent, car l’ancien a été détruit lors du passage des bourguignons en 1472. Les deux contreforts orthogonaux qui flanquent chaque angle s’affinent en hauteur grâce à plusieurs ressauts, et se réunissent au niveau de la corniche, où ils sont coiffés de pyramidons crucifères. Le faîtage s’amortit par une balustrade, avec une croix ornée d’un croissant au nord et d’un soleil au sud. Le portail en arc brisé est formé de trois voussures, dont les tores retombaient sur les chapiteaux de fines colonnettes à base attique. Le portail compte trois vantaux. Il y a en outre deux autres portes du côté sud, l’une au transept vers le cimetière et l'autre dans l’abside.

### Chapelle de l'abbé
La chapelle a des fenêtres en plein cintre basses et étroites, couronnées à l'extérieur d’un double rang de pointes-de-diamants. Sa nef de deux travées a été rehaussés au XIVe siècle, et de grandes baies rectangulaires surmontent ici les fenêtres romanes. Cette nef petite, mais élevée, est recouverte de deux voûtes d'ogives plein cintre, qui indiquent la période gothique tardive, et revêtent un caractère purement fonctionnel. L'arc-doubleau qui sépare les deux voûtes est large et non mouluré. Les ogives sont doublement chanfreinées, et se présentent donc par un angle saillant aigu. Les formerets sont taillés en biseau. Les ogives et formerets retombent le long des murs, mais seulement jusqu'au sommet des murs du XIe siècle. Des tailloirs sont esquissés à la limite entre les nervures et les piliers engagés, mais les chapiteaux font défaut, et l'on ne trouve pas non plus de culs-de-lampe à la fin des piliers : les nervures y sont simplement taillées en biseau. Le chœur n'a pas été exhaussé, mais pourvu d'une pièce à l'étage, accessible par un escalier. Pour le reste, le chœur n'a guère changé depuis sa construction. De faible profondeur et à chevet plat, il est muni d'une voute d'arêtes. Maintes fois remaniée, cette chapelle très sobre a servi de sacristie puis de chartrier.